# Odoakerstraße 1

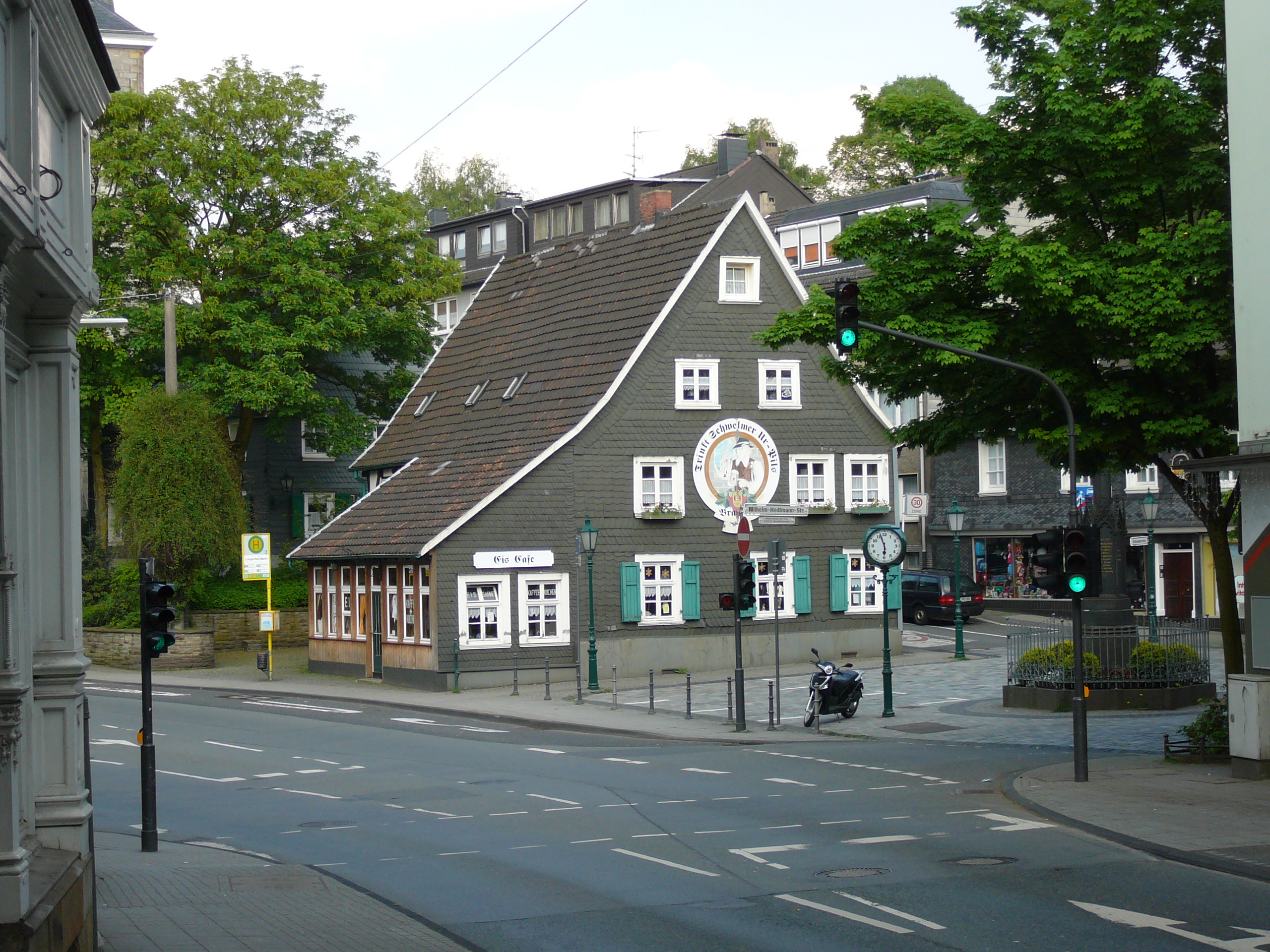
Die Haus Odoakerstraße 1
(Haus Vedder)

Das zweigeschossige Wohn- und Geschäftshaus Odoakerstraße 1 in Wuppertal-Langerfeld wurde um 1740 erbaut. Das Fachwerkhaus ist lediglich auf der westlichen Seite zum Langerfelder Markt hin verschiefert und mit einem Satteldach überdeckt. Die nördliche Seite, zur Schwelmer Straße hin, wurde zur späteren Zeit durch einen Anbau mit Schleppdach erweitert. Das Gebäude hat eine Grundfläche von rund 158 m².
Ursprünglich wurde das Erdgeschoss durch eine Gaststätte genutzt, später durch eine Eisdiele. Die Räume der Eisdiele werden zurzeit als Second-Hand-Laden genutzt.
Das Gebäude bildet mit den Häusern Schwelmer Straße 5 und 8 sowie der Odoakerstraße 3 ein Gebäudeensemble um die Alte Kirche und stellt den historischen Ortskern Langerfelds dar und ein unverwechselbares Motiv am Langerfelder Markt.
Emil Vedder hatte dieses Haus in den 1970ern vor dem Abbruch bewahrt, dafür wurde ihm 1978 die Goldene Spule verliehen. Am 14. April 1989 wurde das Haus als Baudenkmal in die Denkmalliste der Stadt Wuppertal eingetragen.